# Colonna Mediterranea
Colonna Mediterranea, potocznie zwana The Luqa Monument (malt. Il-Monument ta' Ħal Luqa) – XXI-wieczny charakterystyczny obelisk w Luqa na Malcie. Ten przykład sztuki abstrakcyjnej wywołał lokalne i międzynarodowe kontrowersje z powodu swojego fallicznego wyglądu.

## Miejsce

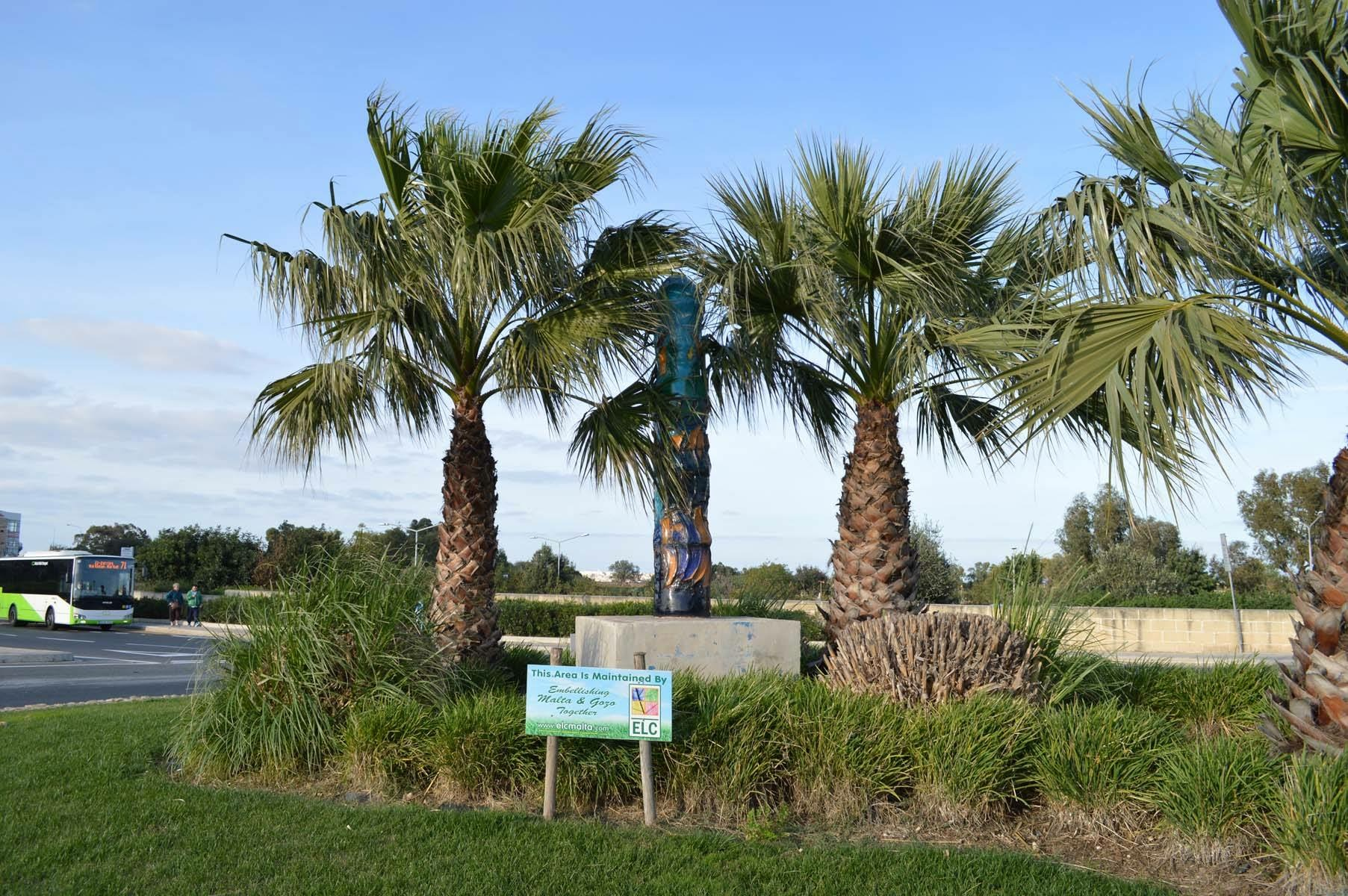
Pomnik i otoczenie ronda

Colonna Mediterranea ustawiona jest na rondzie w Luqa, znanym lokalnym mieszkańcom jako „rondo Lidla” (Lidl roundabout), za przyczyną pobliskiego supermarketu tej sieci. Rondo znajduje się na Triq il-Karmnu (Carmel Street), ruchliwej ulicy niedaleko portu lotniczego, dokładnie na jednym z wjazdów do miasta Luqa.

## Historia
Pomnik zaprojektował maltański artysta Paul Vella Critien. Powstał w roku 2006 i jest określany przez twórcę jako „trójwymiarowy symbol egipski”, który przybrał formę abstrakcyjnego dzieła sztuki, przedstawiającego kolory Morza Śródziemnego.

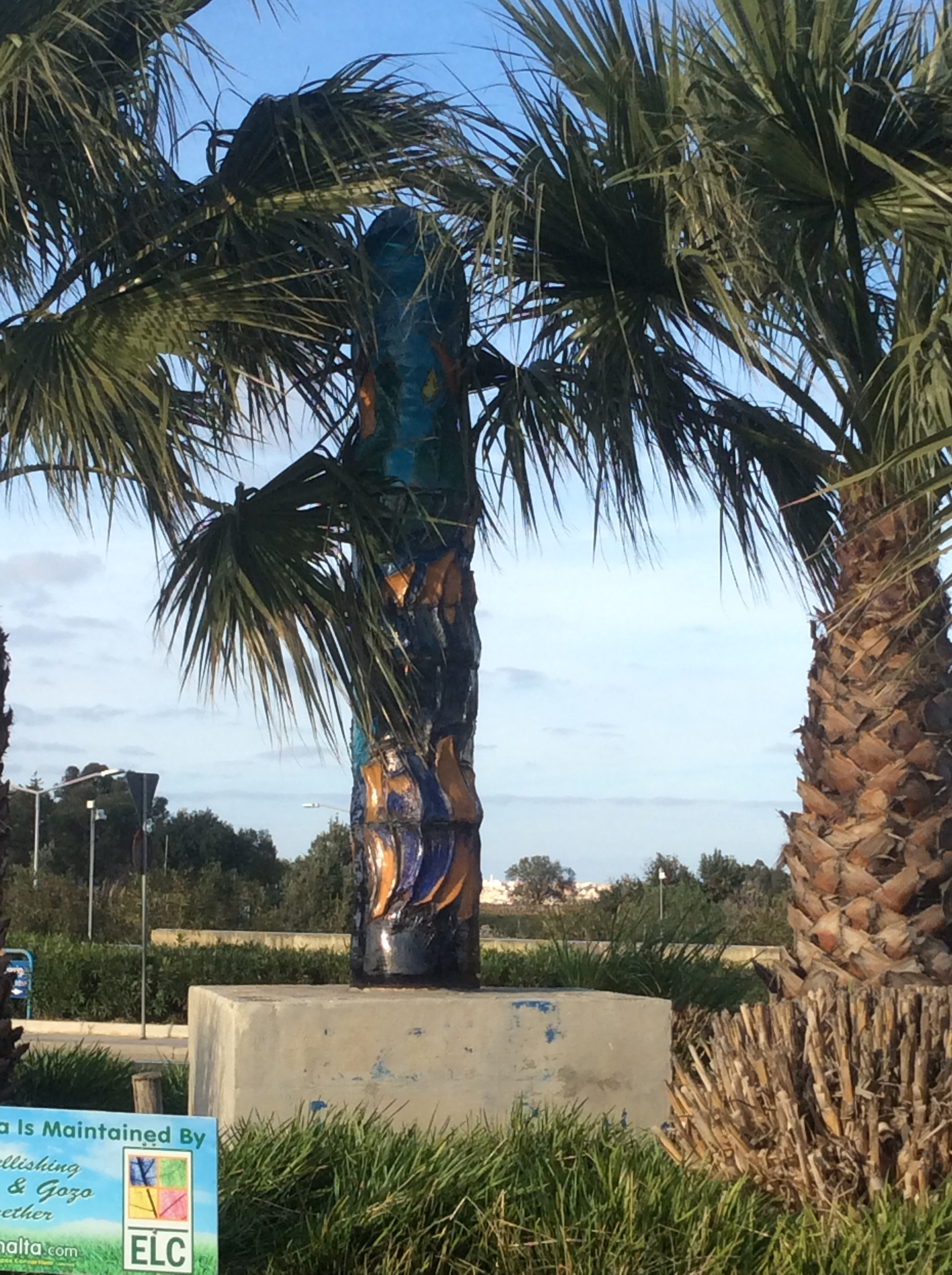
Colonna Mediterranea ukryta przez drzewa palmowe

Dzieło, określane jako nowoczesny obelisk egipski, nie może być nazwane fallusem, gdyż, jak twierdzi artysta, nim nie jest; co najwyżej można je określić jako (i pod tym określeniem jest znane) "falliczny pomnik" (ang. phallic monument). Został on opisany jako olbrzymi penis (męski organ płciowy), "wulgarny", "obsceniczny" i "obraźliwy". Burmistrz miasta Luqa, John Schembri, lokalna rada oraz przedstawiciele kościoła katolickiego wzywali do usunięcia pomnika przed planowaną wizytą papieża Benedykta XVI na Malcie. Wyniki ankiety przeprowadzonej przez Malta-Surveys pokazały, że większość jej uczestników chce, aby pomnik pozostał na swoim miejscu. Problem z pomnikiem odbił się szerokim echem w mediach, m.in. w BBC, The Daily Telegraph, The Huffington Post, ABC News, USA Today, Times of Malta, Malta Today, The Malta Independent oraz innych mediach lokalnych i międzynarodowych.
Padały sugestie, by ten trzymetrowy pomnik okryć plastikiem, na podobieństwo prezerwatywy, w kontekście sprzeciwu Kościoła katolickiego do jej używania. W maju 2012 roku pomnik został uszkodzony, zniszczona została szczytowa jego część. W nawiązaniu do jego fallicznego wyglądu, uszkodzenie zostało ironizująco opisane jako „medyczny zabieg obrzezania”. W tym samym roku wokół pomnika posadzone zostały na zlecenie rządu duże drzewa palmowe, prawdopodobnie, aby go zasłonić. W trakcie naprawy uszkodzeń pomnika po zniszczeniach, drzewa zostały przycięte, co ponownie go odsłoniło.
Utrzymanie pomnika i decyzje jego dotyczące nie podlegają lokalnej radzie Luqa, ale Ministerstwu Transportu. Pomnik był oficjalnie wyznaczony do usunięcia już w tym samym roku, w którym został postawiony, ponieważ jego wykonawca nie miał formalnego zezwolenia od Malta Environment and Planning Authority (MEPA) na postawienie go w tym miejscu; mimo tego wciąż tam stoi i prawdopodobnie pozostanie. O pomniku stało się na tyle głośno, że Vodafone Malta wykorzystał jego "sławę" w swojej reklamie. Joe Demicoli, znany satyryczny wokalista i aktor, napisał piosenkę poświęconą pomnikowi. Należy zauważyć, że falliczne symbole są obecne w maltańskim dziedzictwie kulturowym od dawna.